# スルファニトラン
スルファニトラン（英：Sulfanitran）は養鶏において使用されているサルファ薬である。コクシジオイデス属を駆除するために使用される鶏用の飼料添加物であるNovastat、Polystat、Unistatの成分である。